# André Haudry de Soucy
Pour les articles homonymes, voir Haudry.
André Haudry de Soucy, né le 25 février 1765 à Paris et décédé le 6 janvier 1844 à Paris, est un homme politique français.

## Biographie
Fils d'André-Pierre Haudry de Soucy, fermier général et collectionneur d'art, et petit-fils d'André Haudry, fermier-général, il fut élu, comme royaliste, le 22 août 1815, député de Seine-et-Oise, par le collège de département. Il vota, dans la Chambre introuvable, avec la majorité, ne fut pas réélu en 1816, et ne rentra au parlement que le 13 novembre 1820, comme député du même collège électoral. Il vota avec la droite, et obtint le renouvellement de son mandat en 1821 et 1824. Il soutint le ministère Villèle. 
Haudry de Soucy était administrateur des salines. Haudry de Soucy fut, dans la séance du 6 mai 1825, désigné comme l'un des candidats qui devaient être présentés au roi et parmi lesquels seraient choisis les deux nouveaux membres de la commission de surveillance pour la caisse d'amortissement. Il avait également été conseiller général de Seine-et-Oise.
Il est inhumé au cimetière du Père-Lachaise (49e division).

## Sources
- « André Haudry de Soucy », dans Adolphe Robert et Gaston Cougny, Dictionnaire des parlementaires français, Edgar Bourloton, 1889-1891 [détail de l’édition]